# Cécile Bougourd
Cécile Augustine Bougourd, née à Pont-Audemer le 21 juillet 1857 et morte à Toulon le 18 février 1941, est une peintre française.

## Biographie

### Une peintre de fleurs

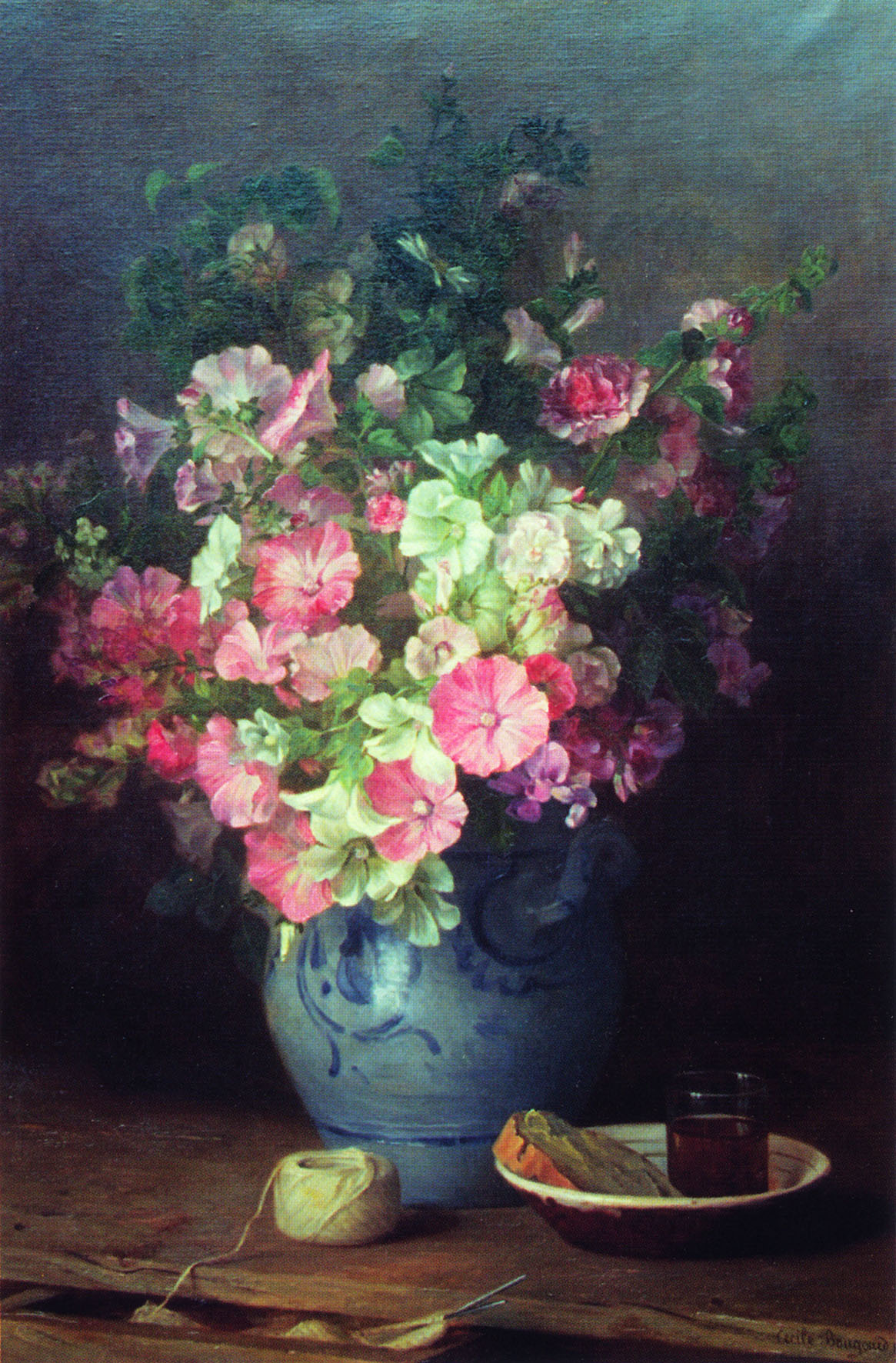
Lavatères

Cécile Bougourd est la fille et l’élève d’Auguste Bougourd (1830-1917), sociétaire de la Société des artistes français (1914-1938).  
Sa première participation connue à un salon remonte à 1886, à Évreux, aux côtés de son père, avec des Primevères de la Chine, qui lui vaut des commentaires élogieux. Il en est de même en 1888 pour Roses trémières. La même année, elle apparaît au catalogue du Salon de Paris avec Une sautée de fleurs. Elle y figure encore en 1889 et en 1890. 
Au début de sa carrière, Cécile fait donc partie de ces femmes peintres qui constituent trois à dix pour cent des exposants dans les Salons provinciaux, d’après le calcul de Raymonde Moulin. Elle est bien représentative de cette petite cohorte à l’origine sociale généralement élevée, attachées à une façon de peindre traditionnelle, spécialisée dans la représentation de fleurs. Ces œuvres sont aujourd’hui particulièrement recherchées par les collectionneurs. On peut juger de leur qualité au Musée Canel de Pont-Audemer, qui possède un beau bouquet de Lavatères. Elle a aussi une activité de portraitiste, apparemment limitée à la représentation de ses proches.

### Une peintre orientaliste

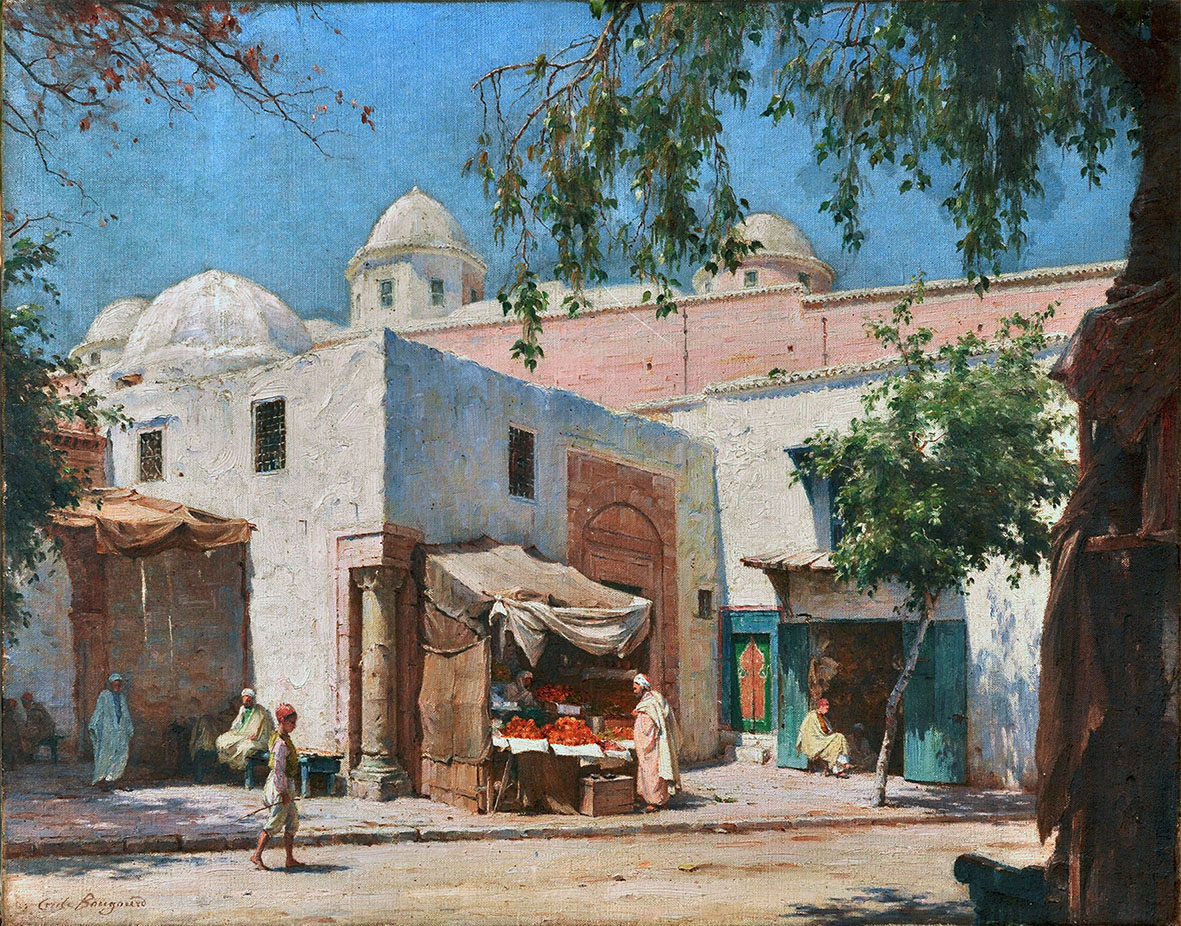
Mosquée Halfaouine, Tunis

En 1892, la famille quitte Pont-Audemer pour Nantes, où nous n’avons guère de témoignage de l’activité artistique de Cécile Bougourd. En revanche, les séjours en Tunisie à partir de 1901, en particulier à Smindja, près de Zaghouan, après d’un des fils d’Auguste, René-Auguste Bougourd, suivis d’une installation à Bizerte en 1905 puis à Tunis en 1906, sont d’une exceptionnelle fécondité. 
Jusqu’en 1909, Auguste et Cécile y participent au Salon Tunisien où leurs œuvres sont remarquées. Cécile devient membre de la Société des peintres orientalistes français dès 1904 et exposera à ce Salon régulièrement jusqu’en 1914. La lecture des titres des tableaux est éloquente : toute référence aux thèmes floraux a disparu, le paysage règne en maître absolu, et presque exclusivement, il s’agit de paysages urbains, scènes de souks et de marchés, solidement structurés par l’architecture, tendus de forts contrastes lumineux. Les personnages, stéréotypés, intéressent peu le peintre : il est caractéristique qu’on retrouve, d’un tableau à l’autre, le même jeune garçon en chéchia et gilet sombre. Ces tableaux ont, de toute évidence, rencontré un assez grand succès auprès des amateurs. Quelques-uns ont été conservés par l’artiste afin de servir de modèles pour des copies partielles, dans des formats plus petits. C’est le cas de la Rue des Teinturiers présenté en 1907 au Salon tunisien, en 1908 au Salon des orientalistes et en 1926 au Salon colonial et de la Mosquée Halfaouine. Seuls changent les personnages chargés d’animer le décor.  
Sociétaires de l’institut de Carthage en 1906, Auguste et Cécile Bougourd jouent alors un rôle déterminant dans la relance du Salon Tunisien menacée de disparition, en particulier en étant probablement à l’origine de l’invitation lancée à Alexis de Broca pour une exposition personnelle présentée la même année. Une estime réciproque liait les trois artistes, dont témoigne un portrait d’Auguste Bougourd par De Broca, avec une dédicace à Cécile.

### Retour en métropole

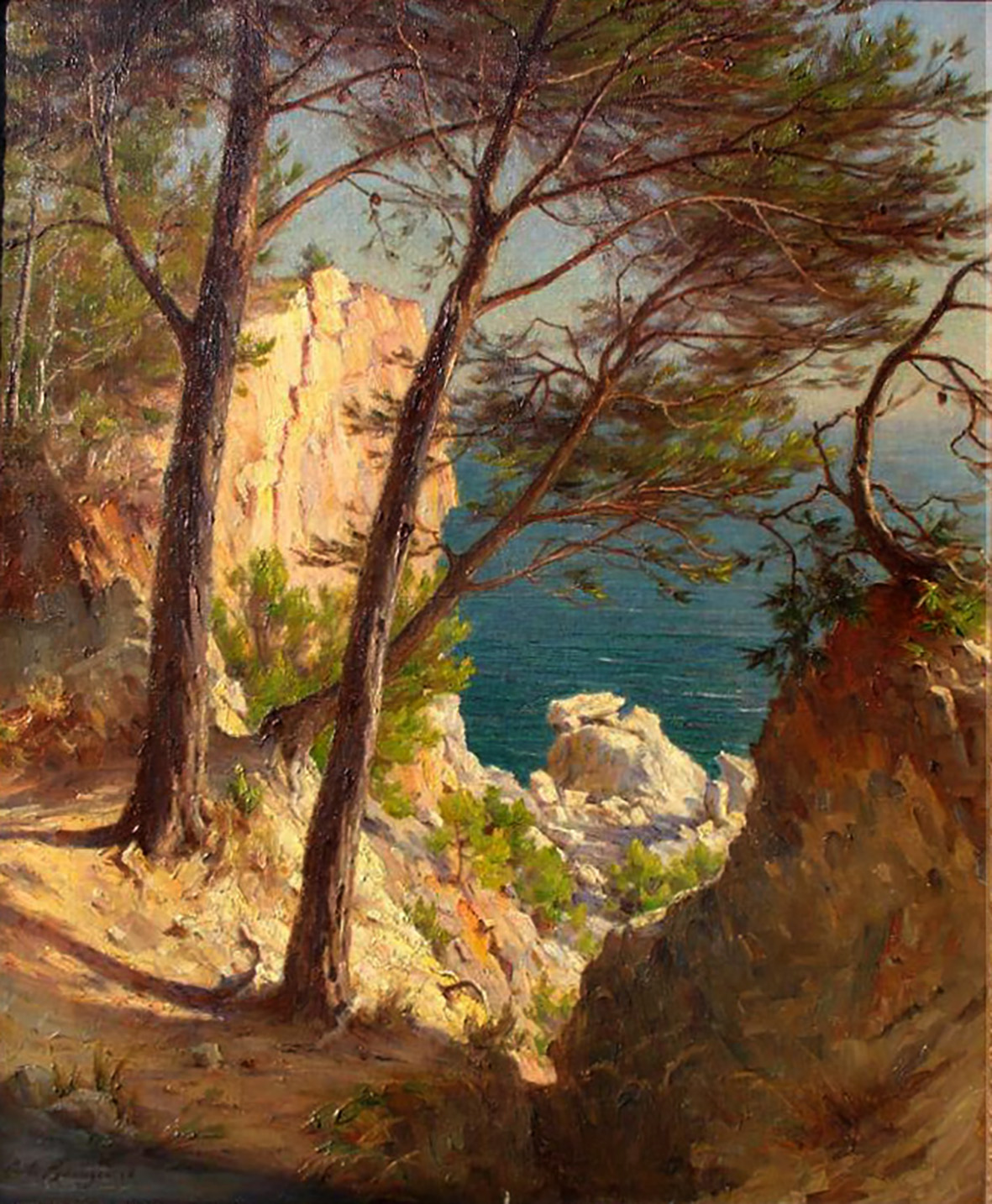
La Falaise Ste marguerite, près Toulon

Cette période tunisienne, qui fait la notoriété de Cécile Bougourd, n’aura duré qu’une douzaine d’années : les peintres reviennent à Toulon  où Auguste décède en 1917. Cécile y résidera jusqu’à sa mort en 1941. Quand elle ne parcourt pas les environs de Toulon, seule ou avec des élèves, sans jamais cesser de peindre, elle séjourne chez sa sœur Hélène en Bretagne, ou chez ses frères, René à Strasbourg, Robert dans le Doubs, à Charrette. À côté des paysages et des monuments, les fleurs retrouvent une place dans son répertoire. Il lui arrive aussi de reprendre avec de légères variations, les motifs de ses œuvres peintes en Tunisie. Elle revient au  Salon des Orientalistes en 1933, à celui des Artistes Français une dizaine de fois entre 1914 et 1938, et expose tous les ans pour la Société des Arts de Toulon, de 1933 à 1939.

## Œuvre
- Lavatères (ancienne dénomination : Mauves), 1884, Musée Alfred-Canel

## Hommage
En 2012-2013 a été organisée au musée Alfred-Canel une exposition Auguste et Cécile Bougourd, : Du paysage normand à l'Orientalisme qui a mis en relief son apport à la peinture orientaliste en Tunisie.